# Эвбея
Эвбе́я (греч. Εύβοια [ˈevia] — Эвия) — остров Греции в Эгейском море. Площадь острова составляет 3661,637 квадратного километра. Простирается с северо-запада на юго-восток вдоль северо-восточного побережья Центральной Греции. Это второй по величине после Крита остров в Греции.
Постоянное население — 193 720 жителей по переписи 2001 года. Имеет долгую и сложную историю. Наивысшего расцвета Эвбея достигла во времена ранней античности. В настоящее время известна как курорт.

## География

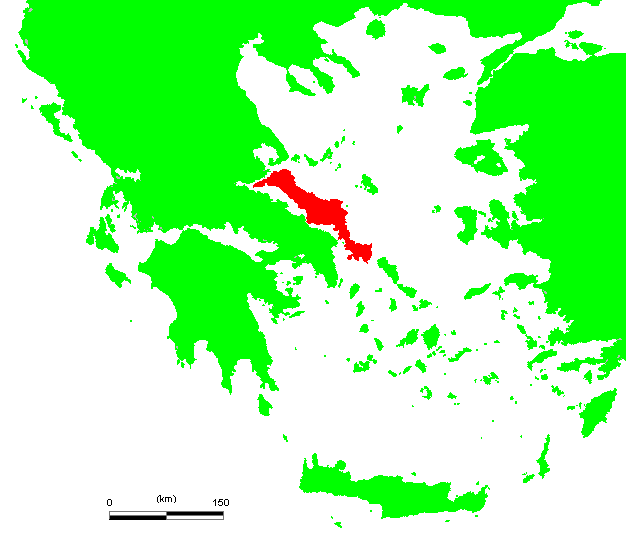
Местонахождение острова Эвбея на карте Греции

Отделяется на севере от Магнисии и Фтиотиды проливами Трикерионом и Ореоном, на западе от Локриды заливом Вориос-Эввоикосом, от Аттики заливами Нотиос-Эввоикосом и Петалией. Протяженность береговой линии — 804 километра. Крайней точкой на севере является мыс Артемисио (Αρτεμίσιο), на юге — мыс Мандили (Μανδήλι). Длина острова — 158 километров, ширина в самом узком месте на юге у бухты Стиры (Όρμος Στύρων) — 7 километров, в самом широком между Халкидой и мысом Охтонья (Ακρωτήριο Οχθονιά) — 45 километров. В самом узком месте пролива Эврипа, где расстояние от Эвбеи до материковой Греции составляет всего 38 метров, через пролив перекинут мост.
В прошлом была частью материковой Греции, от которой была отделена разломом. Проливы Вориос-Эввоикос и Нотиос-Эввоикос образовались в результате тектонического опускания земной коры. Произошло это в эпоху альпийской складчатости, когда были образованы греческие хребты, до конца олигоцена и начала миоцена.
Северная часть Эвбеи покрыта низкими горами Лихада (Λιχάδα, 736 м), Ксеросувала (Ξεροσούβαλα), Телетрио (Τελέθριο, 970 м), Ксирон (Ξηρόν). Самая высокая из них, Ксирон достигает 991 метров высоты. Они образованы из слюдяного сланца. Телетрио у древних славился лекарственными растениями. К северу от Истреи до побережья находится равнина. Вблизи Эдипсоса находятся горячие сернистые источники.
Центральную часть Эвбеи от северной отделяет горная цепь, состоящая из находящейся на западном побережье горы Кандили (Κανδήλι, 1246 м) и западных отрогов горы Дирфис (1743 м) — Пиксарьи (Πυξαριά, 1343 м) и Ераковуни (Γερακοβούνι). Гора Кандили у древних называлась Макист (Μάκιστος) по имени Макиста, сына Атаманта, брата Фрикса и Геллы. Горы в центральной части Эвбеи достигают высоты 1743 метра и образованы преимущественно из известняка и глинистого сланца. Близ малого города Кими в восточном отроге этих гор находятся богатые залежи бурого угля. Середину Эвбеи пересекают юго-восточные отроги Дирфиса: Скотини (Σκοτεινή, 1362 м), Мавровуни (Μαυροβούνι, 1189 м), Олимп (Όλυμπος, 1172 м), Котрони (Κοτρώνι) и другие. Здесь находятся две большие равнины: Лелантская равнина и равнина Кими на восточном побережье.
В южной части Эвбеи находятся горы Зарака (Ζάρακα), Клиоси (Κλιόσι) и Охи. Охи достигает высоты 1397 метров и образована из слюдяного сланца. Изобилует разноцветным мрамором: в древности особенно был известен мрамор голубовато-серого цвета, послуживший для многих римских построек, и полосчатый циполин; находившийся в древности здесь асбест теперь, по-видимому, истощился.
Горы, расположенные на юге острова, почти не покрыты растительностью в противоположность горам северной его части, на склоне которых отличные пастбища и каштаны, еловые и сосновые леса.
Почва в долинах довольно плодородна. Речная сеть невелика. Главные продукты: шерсть, вино, пшеница, апельсины и мёд. Повсеместно произрастает тутовое дерево (шелковица), персики.

## Климат
Климат острова засушливый, сухой субтропический (средиземноморский).

## История

### Предыстория
Древнейшими обитателями острова, по Гомеру, являлись абанты, жившие под властью одного царя. Абанты слились впоследствии с проникшими из Аттики, а может быть, и издревле обитавшими на острове ионийцами. В южной части распространились дриопы, а в северной — фессалийские племена.

### Ранняя античность
До конца VI века до н. э. история Эвбеи исчерпывается колонизационной деятельностью расположенных на острове греческих полисов Халкида и Эретрия в Южной Италии, на Сицилии, полуострове Халкидики и их борьбой за преобладание на Эвбее. Эта борьба (Лелантская война) закончилась, вероятно в середине VII века до н. э., в пользу Халкиды. Правление в городах Эвбеи было в эту эпоху олигархическим на основе тимократии. В 506 году до н. э. Халкиду покорили Афины, причём земли богатых халкидских «всадников» были поделены между 4000 афинских клерухов.
С этих пор обладание плодородным островом стало важнейшим вопросом для афинян. В 500 году до н. э. эретрийцы вместе с афинянами помогли восставшим против персов ионийцам; за это Эретрия была до основания разрушена персидским полководцем Датисом (490 год до н. э.). Однако уже к 480 году до н. э. Эретрия была отстроена, при помощи Афин, на развалинах древней. Города Эвбеи входили в Первый афинский морской союз. В 446 году до н. э. они попытались свергнуть афинское владычество, но в следующем году были покорены Периклом, причём близ Истиэи было укреплено местечко Орей и туда послано 2000 афинских клерухов. В этом небольшом городе позднее установилась тирания. Около 380 года до н. э. в Орее известен тиран Неоген, пришедший к власти с помощью Ясона — тирана Фер. После него известны тираны — Хариген и Филистид. Так, Филистид был поддержан Филиппом II Македонским и правил до 341 года до н. э. Кроме тиранов в Орее, известны тираны в Эретрии и в Халкиде.
В 411 году до н. э. города Эвбеи отпали от Афин. В этом году через пролив Эврип был построен мост, который после того никогда не переставал существовать. По окончании Пелопоннесской войны (431—404 до н. э.) афинским клерухам пришлось покинуть Эвбею, но во Втором афинском морском союзе (377 год до н. э.) снова участвовали эвбейские города. Они отпали от него в 350 году до н. э. под влиянием Филиппа II Македонского. После битвы при Херонее к Халкиде была присоединена часть противоположного берега, и в ней был помещен сильный македонский гарнизон.

### Классическая античность
С VI до II века до нашей эры на Эвбее действовал храм Артемиды в Амаринфе (ныне Амаринтос).
В середине III века до н. э. Александр, сын Кратера, начальник гарнизонов Халкиды и Коринфа, сделал неудачную попытку отделиться от Македонии и образовать особое царство на Эвбее. В 198 году до н. э. Халкиду взяли штурмом римляне и покорили Эвбею. До 146 года до н. э. здесь был союз городов под верховенством Рима; с этого же года Эвбея присоединена к провинции Македонии, а в 27 году до н. э. Август присоединил её к провинции Ахайя.

### Средние века
В 395—1204 годах Эвбею контролировала Византия (Восточно-Римская империя). Это был период относительного затишья и спокойного благополучия провинциального острова, его своеобразный «серебряный век». На острове окончательно утвердилось православие. Благодаря своему островному положению Эвбея не была затронута волнами славянских вторжений, которые вызвали существенные демографические и культурные сдвиги на континенте.
В 1157 году свой первый набег на остров совершили норманны из Сицилии, которые разграбили и сожгли все прибрежные города острова. В 1204 году, после первого падения Константинополя, Эвбея была отторгнута от Византийской империи участниками Четвёртого крестового похода. При непосредственном участии западноевропейских рыцарей и Венеции, на острове возникла так называемая сеньория Негропонта, ставшая одним из номинальных вассалов Латинской империи с центром в Константинополе, а сам остров получил своё новое итальянское название — Негропонт(е) (итал. Negroponte, «чёрный мост»).
В 1261—1280 годах византийцы вернули себе контроль над островом и вновь потеряли его к 1296 году. В 1317—1319 годах его контролировала Каталония. В 1390—1470 годах островом владела Венецианская республика. 12 июля 1470 года венецианцы сдали остров Османской империи, которая владела им до 1829 года. С 1830 года до настоящего времени остров Эвбея находится в составе Греции.

## Административное деление

Административная карта Эвбеи

Остров входит в периферию Центральную Грецию. В периферийную единицу Эвбею входит остров Скирос и соседние более мелкие острова. С 2011 года по программе «Калликратис» периферийная единица Эвбея делится на 8 общин (димов):
| Муниципалитеты  | Административный центр | Номер на карте |
| --------------- | ---------------------- | -------------- |
| Халкида         | Халкида                | 1              |
| Дирфис-Месапия  | Псахна                 | 2              |
| Эретрия         | Эретрия                | 3              |
| Истиея-Эдипсос  | Истиея                 | 4              |
| Каристос        | Каристос               | 5              |
| Кими-Аливерион  | Аливерион              | 6              |
| Мандудион-Лимни | Лимни                  | 7              |
| Скирос          | Скирос                 | 8              |

## Население
Население Эвбеи в 1889 году составляло 91 586 жителей, 193 720 жителей по переписи 2001 года. Плотность населения — 53 человека на квадратный километр. Официальные греческие источники утверждают, что основное население современной Эвбеи составляют греки. Однако при переписях населения в современной Греции национальность не учитывается, и многие этнографы считают, что значительная часть населения острова приняла греческое самосознание относительно недавно (после обретения Грецией независимости в 1830 году, и особенно во второй половине XX века). Греки действительно издревле населяли остров и абсолютно на нём преобладали до начала XIII века. Но известно, что после нашествий крестоносцев и общего смятения, вызванного расширением Османской империи, подавившей византийскую государственность, на острове появились значительные группы поселенцев негреческого происхождения. Так, южную половину острова к югу от посёлка Аливериона заселили приглашённые венецианцами, а затем и турками албанцы-арваниты, сохранившие, тем не менее, приверженность православию. На северо-запад острова в Средние века проникли также и кочевые романоязычные пастухи валахи, хотя их язык на острове, в отличие от арнаутского диалекта албанского языка, практически не сохранился. В Халкиде проживают цыгане (ромалэ). В 1204—1460 годах в центральной крепости острова Халкиде базировались европейские рыцари-крестоносцы (преимущественно итальянского и французского происхождения). В начале XIX века на Эвбею массово переселились каракачаны, кочевые грекоязычные группы неясного происхождения, исповедующие православие. Хотя в современной Эвбее из-за централизованной политики греческого государства абсолютно преобладает новогреческий язык, в ряде сёл встречаются и носители албанских диалектов. На современном острове построено также много вилл, дач и пансионатов, где временно или постоянно живут пенсионеры и отдыхающие из стран Западной Европы и бывшего Советского Союза.

## В астрономии
В честь Эвбеи назван астероид (1119) Эвбея, открытый 27 октября 1927 года немецким астрономом Карлом Райнмутом в Гейдельбергской обсерватории